# Daljam
Daljam (en serbe cyrillique : Даљам) est un village du centre du Monténégro, dans la municipalité de Danilovgrad.

## Démographie

### Évolution historique de la population
| 1948 | 1953 | 1961 | 1971 | 1981 | 1991 | 2003 |
| ---- | ---- | ---- | ---- | ---- | ---- | ---- |
| 156  | 190  | 195  | 177  | 191  | 123  | 177  |